# Obereopsis antenigra
Obereopsis antenigra là một loài bọ cánh cứng trong họ Cerambycidae.